# Liga dos Campeões da UEFA de 2006–07 – Fase de Grupos
A fase de grupos da Liga dos Campeões da UEFA de 2006-07 realizou-se entre 12 de Setembro e 6 de Dezembro de 2006.
Todas as equipas dos potes 1 e 2 avançaram para a fase seguinte, a primeira vez que isto ocorreu desde que este sistema com 32 equipas foi introduzido na época 1999–2000.
Das equipas portuguesas, o FC Porto avançou para os Oitavos de final, enquanto o Benfica foi relegado para a Taça UEFA e o Sporting terminou em último no seu grupo tendo sido eliminado das competições europeias.
Legenda da tabela de classificação
| Cor da tabela                         |
| Qualificação para os Oitavos de final |
| Despromoção para a Taça UEFA          |
| Eliminação                            |

## Grupo A
| Pos | Equipe        | Pts | J | V | E | D | GP | GC | SG  | Classificado                     |  | CHE | BAR | BRE | SOF |
| --- | ------------- | --- | - | - | - | - | -- | -- | --- | -------------------------------- |  | --- | --- | --- | --- |
| 1   | Chelsea       | 13  | 6 | 4 | 1 | 1 | 10 | 4  | +6  | Classificado às oitavas de final |  | —   | 4–3 | 0–0 | 2–1 |
| 2   | Barcelona     | 11  | 6 | 3 | 2 | 1 | 12 | 4  | +8  | Classificado às oitavas de final |  | 0–1 | —   | 1–0 | 2–3 |
| 3   | Werder Bremen | 10  | 6 | 3 | 1 | 2 | 7  | 5  | +2  | Transferido para Liga Europa     |  | 1–2 | 4–3 | —   | 1–0 |
| 4   | Levski Sofia  | 0   | 6 | 0 | 0 | 6 | 1  | 17 | −16 | Eliminado                        |  | 1–3 | 2–2 | 3–3 | —   |

Todos os tempos locais
| 12 de Setembro de 2006 | Barcelona                                                         | 5 - 0     | Levski Sofia | Camp Nou, Barcelona                        |
| 20:45                  | Iniesta 7' · Giuly 39' · Puyol 49' · Eto'o 58' · Ronaldinho 90+3' | Relatório |              | Público: 91 000 Árbitro: AUT Konrad Plautz |

| 12 de Setembro de 2006 | Chelsea                         | 2 - 0     | Werder Bremen | Stamford Bridge, Londres                    |
| 20:45                  | Essien 24' · Ballack 68' (g.p.) | Relatório |               | Público: 32 135 Árbitro: GRE Kyros Vassaras |

| 27 de Setembro de 2006 20:45 | Werder Bremen    | 1 - 1     | Barcelona | Weserstadion, Bremen                         |
|                              | Puyol 56' (p.b.) | Relatório | Messi 89' | Público: 41 256 Árbitro: ITA Roberto Rosetti |

| 27 de Setembro de 2006 | Levski Sofia | 1 - 3     | Chelsea            | Estádio Nacional Vasil Levski, Sófia         |
| 20:45                  | Ognyanov 89' | Relatório | Drogba 39' 52' 68' | Público: 28 000 Árbitro: FRA Laurent Duhamel |

| 18 de Outubro de 2006 | Werder Bremen           | 2 - 0     | Levski Sofia | Weserstadion, Bremen                       |
| 20:45                 | Naldo 45+1' · Diego 73' | Relatório |              | Público: 25 060 Árbitro: BEL Paul Allaerts |

| 18 de Outubro de 2006 | Chelsea    | 1 - 0     | Barcelona | Stamford Bridge, Londres                        |
| 20:45                 | Drogba 47' | Relatório |           | Público: 40 599 Árbitro: BEL Frank de Bleeckere |

| 31 de Outubro de 2006 | Barcelona                | 2 - 2     | Chelsea                    | Camp Nou, Barcelona                         |
| 20:45                 | Deco 3' · Gudjohnsen 58' | Relatório | Lampard 52' · Drogba 90+3' | Público: 98 000 Árbitro: ITA Stefano Farina |

| 31 de Outubro de 2006 | Levski Sofia | 0 - 3     | Werder Bremen                                   | Estádio Nacional Vasil Levski, Sófia          |
| 20:45                 |              | Relatório | Mikhailov 33' (p.b.) · Baumann 35' · Frings 37' | Público: 40 000 Árbitro: ITA Matteo Trefoloni |

| 22 de Novembro de 2006 | Werder Bremen   | 1 - 0     | Chelsea | Weserstadion, Bremen                      |
| 20:45                  | Mertesacker 27' | Relatório |         | Público: 91 000 Árbitro: SVK Ľuboš Micheľ |

| 22 de Novembro de 2006 | Levski Sofia | 0 - 2     | Barcelona              | Estádio Nacional Vasil Levski, Sófia |
| 20:45                  |              | Relatório | Giuly 5' · Iniesta 65' | Árbitro: RUS Yuri Baskakov           |

| 5 de Dezembro de 2006 | Barcelona                       | 2 - 0     | Werder Bremen | Camp Nou, Barcelona                      |
| 20:45                 | Ronaldinho 13' · Gudjohnsen 18' | Relatório |               | Público: 33 383 Árbitro: LUX Alain Hamer |

| 5 de Dezembro de 2006 | Chelsea                              | 2 - 0     | Levski Sofia | Stamford Bridge, Londres     |
| 20:45                 | Shevchenko 27' · Wright-Phillips 83' | Relatório |              | Árbitro: SUI Massimo Busacca |

## Grupo B
| Equipa                 | Pts | J | V | E | D | GM | GS | GA |
| ---------------------- | --- | - | - | - | - | -- | -- | -- |
| 1. FC Bayern München   | 12  | 6 | 3 | 3 | 0 | 10 | 3  | +7 |
| 2. Inter Milão         | 10  | 6 | 3 | 1 | 2 | 5  | 5  | 0  |
| 3. FC Spartak Moscovo* | 5   | 6 | 1 | 2 | 3 | 7  | 11 | -4 |
| 4. Sporting            | 5   | 6 | 1 | 2 | 3 | 3  | 6  | -3 |

Todos os tempos locais
- FC Spartak Moscovo apura-se para a Copa da UEFA de 2006-07 pelo primeiro critério de desempate, o confronto direto frente ao Sporting CP.

| 12 de Setembro de 2006 20:45 | Sporting CP | 1 – 0     | Internazionale | Estádio José Alvalade, Lisboa  |
|                              | Caneira 64' | Relatório |                | Público: 30,222 Árbitro: Hamer |

| 12 de Setembro de 2006 20:45 | Bayern                                                               | 4 – 0     | Spartak Moscow | Fussball Arena München, Munique |
|                              | Pizarro 48' · Santa Cruz 52' · Schweinsteiger 71' · Salihamidžić 84' | Relatório |                | Árbitro: Undiano                |

| 27 de Setembro de 2006 18:30 | Spartak Moscow | 1 – 1     | Sporting CP | Estádio Lujniki, Moscovo |
|                              | Boyarintsev 5' | Relatório | Nani 59'    | Árbitro: Hansson         |

| 27 de Setembro de 2006 20:45 | Internazionale | 0 – 2     | FC Bayern München            | San Siro, Milão                  |
|                              |                | Relatório | Pizarro 81' · Podolski 90+1' | Público: 79,000 Árbitro: Bennett |

| 18 de Outubro de 2006 20:45 | Internazionale | 2 – 1     | Spartak Moscow   | =San Siro, Milão               |
|                             | Cruz 1' 9'     | Relatório | Pavlyuchenko 54' | Público: 40,000 Árbitro: Layec |

| 18 de Outubro de 2006 20:45 | Sporting CP | 0 – 1     | FC Bayern München  | Estádio José Alvalade, Lisboa  |
|                             |             | Relatório | Schweinsteiger 19' | Público: 48,000 Árbitro: Hauge |

| 31 de Outubro de 2006 18:30 | Spartak Moscow | 0 – 1     | Internazionale | Estádio Lujniki, Moscovo        |
|                             |                | Relatório | Cruz 2'        | Público: 60,001 Árbitro: Larsen |

| 31 de Outubro de 2006 20:45 | FC Bayern München | 0 – 0     | Sporting CP | Fussball Arena München, Munique  |
|                             |                   | Relatório |             | Público: 65,000 Árbitro: Busacca |

| 22 de Novembro de 2006 18:30 | Spartak Moscow               | 2 – 2     | FC Bayern München | Estádio Lujniki, Moscovo |
|                              | Kalynychenko 16' · Kováč 72' | Relatório | Pizarro 22' 39'   | Árbitro: Gilewski (POL)  |

| 22 de Novembro de 2006 20:45 | Internazionale | 1 – 0     | Sporting CP | San Siro, Milão       |
|                              | Crespo 36'     | Relatório |             | Árbitro: de Bleeckere |

| 5 de Dezembro de 2006 20:45 | Sporting CP      | 1 – 3     | Spartak Moscow                                       | Estádio José Alvalade, Lisboa |
|                             | Carlos Bueno 31' | Relatório | Pavlyuchenko 7' · Kalynychenko 16' · Boyarinstev 89' | Árbitro: Vollquartz           |

| 5 de Dezembro de 2006 20:45 | FC Bayern München | 1 – 1     | Internazionale | Fussball Arena München, Munique |
|                             | Makaay 62'        | Relatório | Vieira 90+1'   | Árbitro: Medina                 |

## Grupo C
| Equipa           | Pts | J | V | E | D | GM | GS | GA |
| ---------------- | --- | - | - | - | - | -- | -- | -- |
| 1. Liverpool     | 13  | 6 | 4 | 1 | 1 | 11 | 5  | +6 |
| 2. PSV Eindhoven | 10  | 6 | 3 | 1 | 2 | 6  | 6  | 0  |
| 3. Bordeaux      | 7   | 6 | 2 | 1 | 3 | 6  | 7  | -1 |
| 4. Galatasaray   | 4   | 6 | 1 | 1 | 4 | 7  | 12 | -5 |

Todos os tempos locais
| 12 de Setembro de 2006 20:45 | Galatasaray | 0 – 0     | Bordéus | Estádio Olímpico Atatürk, Istambul |
|                              |             | Relatório |         | Árbitro: Rosetti                   |

| 12 de Setembro de 2006 20:45 | PSV Eindhoven | 0 – 0     | Liverpool | PSV estadio, Eindhoven |
|                              |               | Relatório |           | Árbitro: Busacca       |

| 27 de Setembro de 2006 20:45 | Liverpool                       | 3 – 2     | Galatasaray   | Anfield, Liverpool |
|                              | Crouch 9' 52' · Luis Garcia 14' | Relatório | Karan 59' 65' | Árbitro: Medina    |

| 27 de Setembro de 2006 20:45 | Bordéus | 0 – 1     | PSV Eindhoven | Stade Chaban Delmas, Bordeaux |
|                              |         | Relatório | Väyrynen 65'  | Árbitro: Benquerença          |

| 18 de Outubro de 2006 20:45 | Bordéus | 0 – 1     | Liverpool  | Stade Chaban Delmas, Bordeaux |
|                             |         | Relatório | Crouch 58' | Árbitro: Øvrebø               |

| 18 de Outubro de 2006 20:45 | Galatasaray | 1 – 2     | PSV Eindhoven           | Estádio Olímpico Atatürk, Istambul |
|                             | Ilić 19'    | Relatório | Kromkamp 59' · Koné 72' | Árbitro: Baskakov                  |

| 31 de Outubro de 2006 20:45 | Liverpool                         | 3 – 0     | Bordéus | Anfield, Liverpool |
|                             | Luis García 23' 76' · Gerrard 71' | Relatório |         | Árbitro: Merk      |

| 31 de Outubro de 2006 20:45 | PSV Eindhoven         | 2 – 0     | Galatasaray | Philips Stadion, Eindhoven |
|                             | Simons 59' · Koné 84' | Relatório |             | Árbitro: Hansson           |

| 22 de Novembro de 2006 20:45 | Bordéus                                  | 3 – 1     | Galatasaray | Stade Chaban Delmas, Bordeaux |
|                              | Alonso 22' · Laslandes 47' · Faubert 50' | Relatório | Inamoto 73' | Árbitro: Hriňák               |

| 22 de Novembro de 2006 20:45 | Liverpool                | 2 – 0     | PSV Eindhoven | Anfield, Liverpool |
|                              | Gerrard 65' · Crouch 89' | Relatório |               | Árbitro: Messina   |

| 5 de Dezembro de 2006 20:45 | Galatasaray                      | 3 – 2     | Liverpool      | Estádio Olímpico Atatürk, Istambul |
|                             | Necati 24' · Okan 28' · Ilić 79' | Relatório | Fowler 22' 90' | Árbitro: Benquerença               |

| 5 de Dezembro de 2006 20:45 | PSV Eindhoven | 1 – 3     | Bordéus                                   | Philips Stadion, Eindhoven |
|                             | Alex 87'      | Relatório | Faubert 7' · Dalmat 25' · Darcheville 37' | Árbitro: González          |

## Grupo D
| Equipa                 | Pts | J | V | E | D | GM | GS | GA |
| ---------------------- | --- | - | - | - | - | -- | -- | -- |
| 1. Valência            | 13  | 6 | 4 | 1 | 1 | 12 | 6  | +6 |
| 2. Roma                | 10  | 6 | 3 | 1 | 2 | 8  | 4  | +4 |
| 3. FC Shakhtar Donetsk | 6   | 6 | 1 | 3 | 2 | 6  | 11 | -2 |
| 4. Olympiacos          | 3   | 6 | 0 | 3 | 3 | 6  | 11 | -5 |

Todos os tempos locais
| 12 de Setembro de 2006 20:45 | Olympiacos                      | 2 – 4     | Valência                           | Estádio Karaiskákis, Pireu |
|                              | Konstantinou 24' · Castillo 66' | Relatório | Morientes 34' 39' 90' · Albiol 85' | Árbitro: Hauge             |

| 12 de Setembro de 2006 20:45 | Roma                                                | 4 – 0     | Shakhtar Donetsk | Stadio Olimpico, Roma |
|                              | Taddei 67' · Totti 76' · De Rossi 79' · Pizarro 89' | Relatório |                  | Árbitro: Layec        |

| 27 de Setembro de 2006 20:45 | Shakhtar Donetsk           | 2 – 2     | Olympiacos                      | Shakhtar Stadium, Donetsk |
|                              | Matuzalem 34' · Marica 70' | Relatório | Konstantinou 24' · Castillo 68' | Árbitro: Braamhaar        |

| 27 de Setembro de 2006 20:45 | Valência               | 2 – 1     | Roma             | Estadio Mestalla, Valência |
|                              | Angulo 13' · Villa 29' | Relatório | Totti 18' (g.p.) | Árbitro: Fandel            |

| 18 de Outubro de 2006 20:45 | Valência      | 2 – 0     | Shakhtar Donetsk | Estadio Mestalla, Valência |
|                             | Villa 31' 45' | Relatório |                  | Árbitro: Riley             |

| 18 de Outubro de 2006 20:45 | Olympiacos | 0 – 1     | Roma         | Estádio Karaiskákis, Pireu |
|                             |            | Relatório | Perrotta 76' | Árbitro: Poll              |

| 31 de Outubro de 2006 20:45 | Shakhtar Donetsk            | 2 – 2     | Valência                  | Shakhtar Stadium, Donetsk |
|                             | Jádson 3' · Fernandinho 28' | Relatório | Morientes 18' · Ayala 68' | Árbitro: Frøjdfeldt       |

| 31 de Outubro de 2006 20:45 | Roma      | 1 – 1     | Olympiacos | Stadio Olimpico, Roma |
|                             | Totti 66' | Relatório | César 19'  | Árbitro: Benquerença  |

| 22 de Novembro de 2006 20:45 | Valência                   | 2 – 0     | Olympiacos | Estadio Mestalla, Valência |
|                              | Angulo 45' · Morientes 46' | Relatório |            | Árbitro: Duhamel           |

| 22 de Novembro de 2006 20:45 | Shakhtar Donetsk | 1 – 0     | Roma | Shakhtar Stadium, Donetsk |
|                              | Marica 61'       | Relatório |      | Árbitro: Stark            |

| 5 de Dezembro de 2006 20:45 | Olympiacos   | 1 – 1     | Shakhtar Donetsk | Estádio Karaiskákis, Pireu |
|                             | Castillo 54' | Relatório | Matuzalem 27'    | Árbitro: Bennett           |

| 5 de Dezembro de 2006 20:45 | Roma        | 1 – 0     | Valência | Stadio Olimpico, Roma |
|                             | Panucci 13' | Relatório |          | Árbitro: Plautz       |

## Grupo E
| Equipa              | Pts | J | V | E | D | GM | GS | GA  |
| ------------------- | --- | - | - | - | - | -- | -- | --- |
| 1. Lyon             | 14  | 6 | 4 | 2 | 0 | 13 | 3  | +10 |
| 2. Real Madrid      | 11  | 6 | 3 | 2 | 1 | 14 | 8  | +6  |
| 3. Steaua Bucareste | 5   | 6 | 1 | 2 | 3 | 7  | 11 | -4  |
| 4. Dínamo Kiev      | 2   | 6 | 0 | 2 | 4 | 5  | 16 | -11 |

Todos os tempos locais
| 13 de Setembro de 2006 20:45 | Dynamo Kiev | 1 – 4     | Steaua Bucureşti                      | Estádio Dínamo Lobanovsky, Kiev |
|                              | Rebrov 16'  | Relatório | Ghionea 3' · Badea 24' · Dica 43' 79' | Árbitro: Allaerts               |

| 13 de Setembro de 2006 20:45 | Lyon                 | 2 – 0     | Real Madrid | Stade de Gerland, Lion |
|                              | Fred 11' · Tiago 31' | Relatório |             | Árbitro: Stark         |

| 26 de Setembro de 2006 20:45 | Real Madrid                                                | 5 – 1     | Dynamo Kiev  | Santiago Bernabéu Stadium, Madrid |
|                              | van Nistelrooy 20' 70' (g.p.) · Raúl 27' 61' · Reyes 45+1' | Relatório | Milevsky 47' | Público: 79,497 Árbitro: Poll     |

| 26 de Setembro de 2006 20:45 | Steaua Bucureşti | 0 – 3     | Lyon                               | Estádio Ghencea, Bucareste |
|                              |                  | Relatório | Fred 43' · Tiago 55' · Benzema 89' | Árbitro: Webb              |

| 17 de Outubro de 2006 20:45 | Steaua Bucureşti | 1 – 4     | Real Madrid                                                   | Estádio Ghencea, Bucareste       |
|                             | Badea 64'        | Relatório | Sergio Ramos 9' · Raúl 34' · Robinho 56' · van Nistelrooy 76' | Público: 20,000 Árbitro: Rosetti |

| 17 de Outubro de 2006 20:45 | Dynamo Kiev | 0 – 3     | Lyon                                      | Estádio Dínamo Lobanovsky, Kiev |
|                             |             | Relatório | Juninho 31' · Källström 38' · Malouda 51' | Árbitro: Messina                |

| 1 de Novembro de 2006 20:45 | Real Madrid         | 1 – 0     | Steaua Bucureşti | Santiago Bernabéu Stadium, Madrid |
|                             | Nicoliţă 70' (p.b.) | Relatório |                  | Árbitro: Plautz                   |

| 1 de Dezembro de 2006 20:45 | Lyon        | 1 – 0     | Dynamo Kiev | Stade de Gerland, Lion        |
|                             | Benzema 14' | Relatório |             | Público: 24,000 Árbitro: Vink |

| 21 de Novembro de 2006 20:45 | Steaua Bucureşti | 1 – 1     | Dynamo Kiev | Estádio Ghencea, Bucareste |
|                              | Dică 69'         | Relatório | Cernat 29'  | Árbitro: Jára              |

| 21 de Novembro de 2006 20:45 | Real Madrid                     | 2 – 2     | Lyon                    | Santiago Bernabéu Stadium, Madrid |
|                              | Diarra 39' · van Nistelrooy 83' | Relatório | Carew 11' · Malouda 31' | Árbitro: Hauge                    |

| 6 de Dezembro de 2006 20:45 | Dynamo Kiev       | 2 – 2     | Real Madrid            | Estádio Dínamo Lobanovsky, Kiev |
|                             | Shatskikh 13' 27' | Relatório | Ronaldo 86' 88' (g.p.) | Árbitro: Riley                  |

| 6 de Dezembro de 2006 20:45 | Lyon       | 1 – 1     | Steaua Bucureşti | Stade de Gerland, Lion |
|                             | Diarra 12' | Relatório | Dica 2'          | Árbitro: Ceferin       |

## Grupo F
| Equipa               | Pts | J | V | E | D | GM | GS | GA |
| -------------------- | --- | - | - | - | - | -- | -- | -- |
| 1. Manchester United | 12  | 6 | 4 | 0 | 2 | 10 | 5  | +5 |
| 2. Celtic            | 9   | 6 | 3 | 0 | 3 | 8  | 9  | -1 |
| 3. Benfica*          | 7   | 6 | 2 | 1 | 3 | 7  | 8  | -1 |
| 4. Copenhague        | 7   | 6 | 2 | 1 | 3 | 5  | 8  | -3 |

Todos os tempos locais
- Com vantagem no confronto direto sobre o FC Copenhague, o SL Benfica apura-se para a Copa da UEFA de 2006-07.

| 13 de Setembro de 2006 20:45 | Manchester United                  | 3 – 2     | Celtic                                    | Old Trafford, Grande Manchester |
|                              | Saha 30' (g.p.) 40' · Solskjær 47' | Relatório | Vennegoor of Hesselink 21' · Nakamura 43' | Árbitro: Michel                 |

| 13 de Setembro de 2006 20:45 | Copenhagen | 0 – 0     | Benfica | Parken Stadium, Copenhaga         |
|                              |            | Relatório |         | Público: 40,085 Árbitro: Baskakov |

| 26 de Setembro de 2006 20:45 | Benfica | 0 – 1     | Manchester United | Estádio da Luz, Lisboa |
|                              |         | Relatório | Saha 60'          | Árbitro: de Bleeckere  |

| 26 de Setembro de 2006 20:45 | Celtic            | 1 – 0     | Copenhagen | Celtic Park, Glasgow           |
|                              | Miller 30' (g.p.) | Relatório |            | Público: 57,598 Árbitro: Meyer |

| 17 de Outubro de 2006 20:45 | Celtic                       | 3 – 0     | Benfica | Celtic Park, Glasgow               |
|                             | Miller 56' 66' · Pearson 90' | Relatório |         | Público: 58,313 Árbitro: Braamhaar |

| 17 de Outubro de 2006 20:45 | Manchester United                         | 3 – 0     | Copenhagen | Old Trafford, Grande Manchester   |
|                             | Scholes 39' · O'Shea 46' · Richardson 83' | Relatório |            | Público: 72,020 Árbitro: Wegereef |

| 11 de Novembro de 2006 20:45 | Benfica                                            | 3 – 0     | Celtic | Estádio da Luz, Lisboa |
|                              | Caldwell 10' (p.b.) · Nuno Gomes 22' · Karyaka 76' | Relatório |        | Árbitro: Vassaras      |

| 11 de Novembro de 2006 20:45 | Copenhagen  | 1 – 0     | Manchester United | Parken Stadium, Copenhaga      |
|                              | Allbäck 73' | Relatório |                   | Público: 40,308 Árbitro: Stark |

| 21 de Novembro de 2006 20:45 | Celtic       | 1 – 0     | Manchester United | Celtic Park, Glasgow |
|                              | Nakamura 81' | Relatório |                   | Árbitro: González    |

| 21 de Novembro de 2006 20:45 | Benfica                   | 3 – 1     | Copenhagen  | Estádio da Luz, Lisboa           |
|                              | Leo 14' · Miccoli 16' 37' | Relatório | Allbäck 89' | Público: 37,199 Árbitro: Rosetti |

| 6 de Dezembro de 2006 20:45 | Manchester United                  | 3 – 1     | Benfica    | Old Trafford, Grande Manchester |
|                             | Vidić 45+1' · Giggs 61' · Saha 75' | Relatório | Nélson 27' | Árbitro: Fandel                 |

| 6 de Dezembro de 2006 20:45 | Copenhagen                                 | 3 – 1     | Celtic      | Parken Stadium, Copenhaga      |
|                             | Hutchinson 2' · Grønkjær 27' · Allbäck 57' | Relatório | Jarošík 75' | Público: 38,647 Árbitro: Layec |

## Grupo G
| Equipa         | Pts | J | V | E | D | GM | GS | GA |
| -------------- | --- | - | - | - | - | -- | -- | -- |
| 1. Arsenal*    | 11  | 6 | 3 | 2 | 1 | 7  | 3  | +4 |
| 2. FC Porto    | 11  | 6 | 3 | 2 | 1 | 9  | 4  | +5 |
| 3. CSKA Moskva | 8   | 6 | 2 | 2 | 2 | 4  | 5  | -1 |
| 4. Hamburgo    | 3   | 6 | 1 | 0 | 5 | 7  | 15 | -8 |

Todos os tempos locais
- Arsenal F.C. acaba o grupo no primeiro lugar por ter vantagem no confronto direto sobre o F.C. Porto.

| 13 de Setembro de 2006 20:45 | Porto | 0 – 0     | CSKA Moscow | Estádio do Dragão, Porto |
|                              |       | Relatório |             | Árbitro: Øvrebø          |

| 13 de Setembro de 2006 20:45 | Hamburg    | 1 – 2     | Arsenal                           | Arena Hamburg, Hamburgo |
|                              | Sanogo 90' | Relatório | Gilberto 12' (g.p.) · Rosický 53' | Árbitro: Fröjdfeldt     |

| 26 de Setembro de 2006 18:30 | CSKA Moscow | 1 – 0     | Hamburg | Estádio Lokomotiv de Moscou, Moscovo |
|                              | Dudu 59'    | Relatório |         | Árbitro: Wegereef                    |

| 26 de Setembro de 2006 20:45 | Arsenal              | 2 – 0     | Porto | Arsenal Stadium, Londres |
|                              | Henry 38' · Hleb 48' | Relatório |       | Árbitro: Farina          |

| 17 de Outubro de 2006 18:30 | CSKA Moscow  | 1 – 0     | Arsenal | Estádio Lokomotiv de Moscou, Moscovo |
|                             | Carvalho 24' | Relatório |         | Público: 36,500 Árbitro: González    |

| 17 de Outubro de 2006 20:45 | Porto                                             | 4 – 1     | Hamburg        | Estádio do Dragão, Porto       |
|                             | López 14' 81' · González 48' (g.p.) · Postiga 69' | Relatório | Trochowski 89' | Público: 37,500 Árbitro: Hamer |

| 1 de Novembro de 2006 20:45 | Arsenal | 0 – 0     | CSKA Moscow | Arsenal Stadium, Londres |
|                             |         | Relatório |             | Árbitro: Michel          |

| 1 de Novembro de 2006 20:45 | Hamburg           | 1 – 3     | Porto                                 | Arena Hamburg, Hamburgo |
|                             | van der Vaart 62' | Relatório | González 44' · López 61' · Moraes 87' | Árbitro: Duhamel        |

| 21 de Novembro de 2006 18:30 | CSKA Moscow | 0 – 2     | Porto                      | Estádio Lokomotiv de Moscou, Moscovo |
|                              |             | Relatório | Quaresma 2' · González 61' | Árbitro: Vassaras                    |

| 21 de Novembro de 2006 20:45 | Arsenal                                   | 3 – 1     | Hamburg          | Arsenal Stadium, Londres |
|                              | van Persie 52' · Eboué 83' · Baptista 88' | Relatório | van der Vaart 4' | Árbitro: Larsen          |

| 6 de Dezembro de 2006 20:45 | Porto | 0 – 0     | Arsenal | Estádio do Dragão, Porto |
|                             |       | Relatório |         | Árbitro: Merk            |

| 6 de Dezembro de 2006 20:45 | Hamburg                                      | 3 – 2     | CSKA Moscow                   | Arena Hamburg, Hamburg |
|                             | Berisha 28' · van der Vaart 84' · Sanogo 90' | Relatório | Olić 23' (g.p.) · Zhirkov 65' | Árbitro: Farina        |

## Grupo H
| Equipa        | Pts | J | V | E | D | GM | GS | GA |
| ------------- | --- | - | - | - | - | -- | -- | -- |
| 1. AC Milan   | 10  | 6 | 3 | 1 | 2 | 8  | 4  | +4 |
| 2. Lille      | 9   | 6 | 2 | 3 | 1 | 8  | 5  | +3 |
| 3. AEK Atenas | 8   | 6 | 2 | 2 | 2 | 6  | 9  | -3 |
| 4. Anderlecht | 4   | 6 | 0 | 4 | 2 | 7  | 11 | -4 |

Todos os tempos locais
| 13 de Setembro de 2006 20:45 | Anderlecht | 1 – 1     | Lille         | Constant Vanden Stock, Anderlecht |
|                              | Pareja 41' | Relatório | Fauvergue 80' | Árbitro: Dougal                   |

| 13 de Setembro de 2006 20:45 | AC Milan                                     | 3 – 0     | AEK Athens | San Siro, Milão |
|                              | Inzaghi 17' · Gourcuff 41' · Kaká 77' (g.p.) | Relatório |            | Árbitro: Riley  |

| 26 de Setembro de 2006 20:45 | AEK Athens      | 1 – 1     | Anderlecht | Estádio Olímpico de Atenas, Atenas |
|                              | Júlio César 28' | Relatório | Frutos 25' | Público: 38,982 Árbitro: Larsen    |

| 26 de Setembro de 2006 20:45 | Lille | 0 – 0     | AC Milan | Stade Félix Bollaert, Lens |
|                              |       | Relatório |          | Árbitro: González          |

| 17 de Outubro de 2006 20:45 | Lille                                 | 3 – 1     | AEK Athens | Stade Félix Bollaert, Lens |
|                             | Robail 64' · Gygax 82' · Makoun 90+1' | Relatório | Ivić 68'   | Árbitro: Meyer             |

| 17 de Outubro de 2006 20:45 | Anderlecht | 0 – 1     | AC Milan | Constant Vanden Stock, Anderlecht |
|                             |            | Relatório | Kaká 58' | Público: 20,129 Árbitro: Medina   |

| 1 de Novembro de 2006 20:45 | AEK Athens       | 1 – 0     | Lille | Estádio Olímpico de Atenas, Atenas |
|                             | Lyberopoulos 74' | Relatório |       | Árbitro: Bennett                   |

| 1 de Novembro de 2006 20:45 | AC Milan                               | 4 – 1     | Anderlecht | San Siro, Milão |
|                             | Kaká 7' (g.p.) 22' 56' · Gilardino 88' | Relatório | Juhász 61' | Árbitro: Fandel |

| 21 de Novembro de 2006 20:45 | Lille                          | 2 – 2     | Anderlecht     | Stade Félix Bollaert, Lens |
|                              | Odemwingie 28' · Fauvergue 47' | Relatório | Mpenza 38' 48' | Árbitro: Øvrebø            |

| 21 de Novembro de 2006 20:45 | AEK Athens      | 1 – 0     | AC Milan | Estádio Olímpico de Atenas, Atenas |
|                              | Júlio César 32' | Relatório |          | Público: 56,203 Árbitro: Braamhaar |

| 6 de Dezembro de 2006 20:45 | Anderlecht                    | 2 – 2     | AEK Athens              | Constant Vanden Stock, Anderlecht |
|                             | Vanden Borre 38' · Frutos 63' | Relatório | Lakis 75' · Cirillo 81' | Árbitro: Fröjdfeldt               |

| 6 de Dezembro de 2006 20:45 | AC Milan | 0 – 2     | Lille                     | San Siro, Milão |
|                             |          | Relatório | Odemwingie 7' · Keïta 67' | Árbitro: Poll   |